# Donati János
Donati János (Boroszló, 1686 – Zágráb, 1728. május 11.) jezsuita rendi tanár, író.

## Élete
Olasz szülőktől származott, Zágrábban a gimnázium tanára és a rendház főnöke volt.

## Munkái
- Scisciensis victoria. Zagrabiae, 1717 (dráma)